# モニーク・ガンダートン
モニーク・ガンダートン（Monique Ganderton, 1980年8月6日 - ）は、カナダ・エドモントン出身の女優である。

## 出演作品

### テレビ
- ヤング・スーパーマン
- TRUE JUSTICE

### 映画
- エージェント・ウルトラ
- ヘンゼル&グレーテル
- マキシマム・ブロウ
- ドルフ・ラングレン ザ・リベンジャー
- THE KING OF FIGHTERS（マチュア）